# Acalypha crenata
Acalypha crenata é uma espécie de flor do gênero Acalypha, pertencente à família Euphorbiaceae.